# 면역관문억제제
면역관문억제제(免疫關門抑制劑, 영어: immune checkpoint inhibitor)는 암 면역 요법의 한 형태로 T 세포같은 일부 면역세포 및 암세포에서 발현되는 면역관문(immune checkpoint)이라고 하는 단백질을 차단하는 약물 유형이다.  면역관문의 주된 기능은 면역반응이 너무 강해지는 염증반응 등을 방지하는 것이다. 일부의 암세포에서는 T세포의 활성을 억제시켜서 면역반응에 의한 암세포의 공격을 막기도 하므로, 이러한 면역관문을 차단하면 면역계 기능을 회복시킬 수 있어 암치료에 사용되기도 한다. T세포 또는 암세포에서 발견되는 면역관문 단백질의 예로는 PD-1/ PD-L1, CTLA-4/B7-1/B7-2 등이 있다.
현재 승인된 면역관문억제제는 cytotoxic T lymphocyte antigen-4 (CTLA4), programmed death 1 (PD-1), 및 programmed death ligand 1 (PD-L1)을 표적으로 한다. 항원제시세포(antigen-presenting cell, APC) 표면에 발현된 B7-1/B7-2 와 T cell에 발현된 CTLA-4가 결합하면 T 세포를 비활성 상태로  유지하여 암세포를 죽이지 못하게 된다. 면역관문억제제를 이용하여 CTLA-4의 결합을 막아주면 T 세포가 활성화되어 암세포를 죽일 수 있게 된다.
세포 표면의 PD-L1은 면역 세포 표면의 PD-1과 결합하여 면역 세포 활성을 억제한다. PD-L1 기능 중에는 T 세포 활동에 대한 주요 조절 역할이 있다. 암세포 표면에 PD-L1이 과발현되어 있어 T 세포의 공격을 억제할 수 있는 것으로 보인다. PD-1 또는 PD-L1에 결합하는 항체를 이용하여 상호작용을 차단하면 T세포가 활성화되어 암세포를 공격할 수 있게 된다.
면역관문억제제를 이용한 면역항암요법을 발견한 제임스 P. 앨리슨과 혼조 타스쿠는 2018 노벨생리의약상을 공동수상하였다. 제임스 P. 엘리슨은 CTLA-4가 T 세포 활동에 부정적인 영향을 미치고 있다는 사실을 발견하였고, CTLA-4에 결합하는 anti-CTLA-4 단일클론항체를 이용하여T 세포의 암공격력을 증강시켰다. 이 연구결과를 토대로 만들어진 면역관문을 표적으로 하는 최초의 항암제는 2011년 미국에서 승인된 CTLA4 차단제인 이필리무맙(ipilimumab)이었다.
한편 혼조 타스쿠는 T세포 표면에 발현하는 PD-1을 발견하였으며 이는 T세포 활성을 억제함으로써 암을 유발하고 있는 것을 밝혀냈다. 이 연구에서도 마찬가지로 PD-1과 그 리간드의 결합을 막았더니 T 세포의 암세포 살상력이 증가하였다. 이를 통해 anti-PD-1 옵디보(Opdivo)와 키트루다(Keytruda)가 개발승인되었다. 이러한 사실이 밝혀지면서 많은 관계자들이 면역관문 억제요법에 주목했고, 이를 활용해 의약품을 개발하면서 항암제로서의 효용성이 입증되고 있는 중이다.

## 종류

### CTLA-4 inhibitor
면역관문을 표적으로 하는 최초의 항암제는 2011년 미국에서 승인된 CTLA4 차단제인 이필리무맙(ipilimumab)이었다. 임상 시험은 또한 특히 다른 약물과 조합하여 폐암 또는 췌장암에 대한 항CTLA-4 요법의 일부 이점을 보여주었다.

### PD-1 inhibitor
- PD-1 항체 니볼루맙(nivolumab) (Bristol-Myers Squibb에서 개발한 Opdivo )에 대한 초기 임상 시험 결과가 2010년에 발표되었다.[10] 니볼루맙은 흑색종, 폐암, 신장암, 방광암, 두경부암, 호지킨 림프종 치료에 승인되었다.[11]
- 펨브롤리주맙(Pembrolizumab)(상품명 키트루다)은 2014년 FDA 승인을 받은 또 다른 PD-1 억제제로 미국에서 두 번째로 승인된 체크포인트 억제제다.[12] Keytruda는 흑색종 및 폐암 치료제로 승인되었으며 Merck에서 생산한다.
- 스파르탈리주맙(Spartalizumab, PDR001)은 Novartis에서  고형 종양과 림프종을 모두 치료하기 위해 개발 중인 PD-1 억제제다.[13][14][15]

### PD-L1 inhibitor
2016년 5월 PD-L1 억제제 아테졸리주맙(atezolizumab)이 방광암 치료제로 승인되었다.

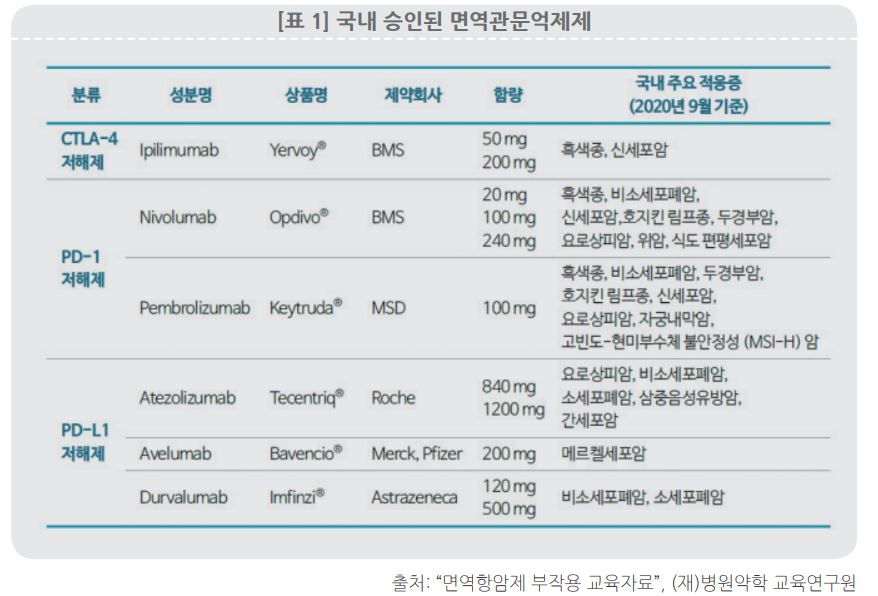
국내 승인된 면역관문억제제

## 부작용
면역관문억제제에 의해서 면역학적 부작용은 일어날 수 있다. 면역관문억제제(특히 anti-CTLA-4) 치료받은 환자는 피부, 위장, 내분비 또는 간에서 자가 면역 반응과 같은 면역 관련 이상반응을 겪을 위험이 높다. 이는 anti-CTLA-4 항체가 혈류에 주사로 투여될 때 유도된 T 세포 활성화의 폭 때문일 가능성이  크다.
면역관문억제제의 적용은 신체의 대부분의 기관 시스템에 다양한 영향을 미칠 수 있으며, 주로 Colotis (대장염)이 발생한다고 보고된다. 정확한 기전은 알려져 있지 않지만 타켓 분자에 따라 다르다. 또 다른 부작용으로는 급성 혈청음성 중증 근무력증(acute seronegative myasthenia gravis)이 있다.
면역관문억제제의 단독요법에 비해 오히려 B cell deletion과 면역억제제의 병용요법 시험에서 갑상선기능저하증의 발병률이 더 낮은 것으로 관찰되었다. 이는 면역관문억제제를 면역억제제와 결합하여 치료에 사용하면 독성이 적은 항암효과를 나타낼 수 있는 가능성을 시사한다. 이와 관련된 연구에서 장내 미생물군집에 서식하는 Bacteroides 속의 종과 같은 내재적 요인이 면역관련 부작용 발생에 관련이 있다는 것이 밝혀지기 시작했다.  이는 건강한 기증자의 분변 미생물 군집 이식 후 면역독성이 역전된 환자에서 추가적으로 입증되었다.

## 면역관문억제제 병합요법
면역관문억제제는 초기 임상연구에서 시도되었을 당시에 단독요법 혹은 서로 다른 기전의 두 가지 면역관문억제제를 병합하는 연구가 주를 이루었다. 면역관문억제제는 기존의 세포독성 항암제, 표적치료제 등의 약물뿐 아니라 방사선 요법 등의 다양한 치료들이 치료 직후 종양 주위 미세환경에서 면역학적 환경변화를 유발할 수 있으며 이 때 면역관문억제제를 주사하였을 때 면역반응이 극대화되면서 항암효과가 상승할 수 있다는 결과들이 보고되면서 임상 연구에서도 활발하게 병합요법이 시도되고 있다.

## 같이 보기
- 면역항암요법
- 면역 체크포인트